# Eliminatórias da Copa do Mundo de Rugby Union de 2007
As Eliminatórias da Copa do Mundo de Rugby Union 2007 realizada na França começaram na Copa do Mundo de Rugby Union de 2003, onde os dois primeiros de cada grupo garantiram vaga para a Copa seguinte. 
Ao todo participaram 86 equipas, que somados com os 8 já classificados, totalizaram 94 nações envolvidas nas eliminatórias.

## Seleções já classificadas
Seleções classificadas de acordo com a performance em relação a edição de 2003.
| África          | Américas | Ásia | Europa                                                    | Oceania                     |
| --------------- | -------- | ---- | --------------------------------------------------------- | --------------------------- |
| - África do Sul |          |      | - Escócia - França - Inglaterra - Irlanda - País de Gales | - Austrália - Nova Zelândia |

## Eliminatórias Continentais
12 nações se classificarão para a Copa na França: 10 irão se classificar directamente em suas regiões, enquanto que 5 países irão para a repescagem para disputar as duas vagas final.
| Continente | Número de Vagas | Selecções Classificadas         | Repescagem    |
| ---------- | --------------- | ------------------------------- | ------------- |
| África     | 1               | Namíbia                         | Marrocos      |
| Américas   | 3               | Argentina Canadá Estados Unidos | Uruguai       |
| Ásia       | 1               | Japão                           | Coreia do Sul |
| Europa     | 3               | Itália Romênia Geórgia          | Portugal      |
| Oceania    | 2               | Samoa Fiji                      | Tonga         |
| Repescagem | 2               | Tonga Portugal                  |               |